# Condado de Ward (Dakota del Norte)
El condado de Ward (en inglés: Ward County, North Dakota), fundado en 1885,  es uno de los 53 condados del estado estadounidense de Dakota del Norte. En el año 2000 tenía una población de 58 975 habitantes y una densidad poblacional de 11 personas por km². La sede del condado es Minot, la sede estaba en Burlington hasta 1888. 
Hasta 1910, el condado de Ward incluye lo que hoy es Condado de  Burke, Condado de  Mountrail y Condado de  Renville. 

## Geografía
Según la Oficina del Censo, el condado tiene un área total de 5325 km² (2056,0 mi²), de la cual 5214 km² (2013,1 mi²) es tierra y 111 km² (42,9 mi²) es agua.

### Condados adyacentes
- Condado de Renville (norte)
- Condado de McHenry (este)
- Condado de McLean (sur)
- Condado de Mountrail (oeste)
- Condado de Burke (noroeste)

## Demografía
En el 2000 la renta per cápita promedia del condado era de $33 670, y el ingreso promedio para una familia era de $41 342. El ingreso per cápita para el condado era de $16, 926. En 2000 los hombres tenían un ingreso per cápita de $27 980 versus $19 830 para las mujeres. Alrededor del 10.80% de la población estaba bajo el umbral de pobreza nacional.
| 1890 | 1900 | 1910   | 1920   | 1930   | 1940   | 1950   | 1960   | 1970   | 1980   | 1990   | 2000   | Est. 2009 |
| ---- | ---- | ------ | ------ | ------ | ------ | ------ | ------ | ------ | ------ | ------ | ------ | --------- |
| 1681 | 7961 | 25 221 | 28 811 | 33 597 | 31 981 | 34 782 | 47 072 | 58 560 | 58 392 | 57 921 | 58 975 | 57 012    |

## Mayores autopistas
| - U.S. Highway 2 - U.S. Highway 52 - U.S. Highway 83 - Carretera de Dakota del Norte 5 | - Carretera de Dakota del Norte 23 - Carretera de Dakota del Norte 28 - Carretera de Dakota del Norte 50 |

## Lugares

### Ciudades
- Berthold
- Burlington
- Carpio
- Des Lacs
- Donnybrook
- Douglas
- Kenmare
- Makoti
- Minot
- Ryder
- Sawyer
- Surrey

Nota: todas las comunidades incorporadas en Dakota del Norte se les llama "ciudades" independientemente de su tamaño

### Municipios
| - Municipio de Afton - Municipio de Anna - Municipio de Baden - Municipio de Berthold - Municipio de Brillian - Municipio de Burlington - Municipio de Burt - Municipio de Cameron - Municipio de Carbondale - Municipio de Carpio - Municipio de Denmark - Municipio de Des Lacs - Municipio de Elmdale - Municipio de Eureka - Municipio de Evergreen - Municipio de Foxholm - Municipio de Freedom - Municipio de Gasman - Municipio de Greely | - Municipio de Greenbush - Municipio de Harrison - Municipio de Hiddenwood - Municipio de Hilton - Municipio de Iota Flat - Municipio de Kenmare - Municipio de Kirkelie - Municipio de Linton - Municipio de Lund - Municipio de Mandan - Municipio de Margaret - Municipio de Maryland - Municipio de Mayland - Municipio de McKinley - Municipio de Nedrose - Municipio de New Prairie - Municipio de Newman - Municipio de Orlien - Municipio de Passport | - Municipio de Ree - Municipio de Rice Lake - Municipio de Rolling Green - Municipio de Rushville - Municipio de Ryder - Municipio de St. Marys - Municipio de Sauk Prairie - Municipio de Sawyer - Municipio de Shealy - Municipio de Spencer - Municipio de Spring Lake - Municipio de Sundre - Municipio de Surrey - Municipio de Tatman - Municipio de Tolgen - Municipio de Torning - Municipio de Vang - Municipio de Waterford - Municipio de Willis |